# Freixenet (empresa)

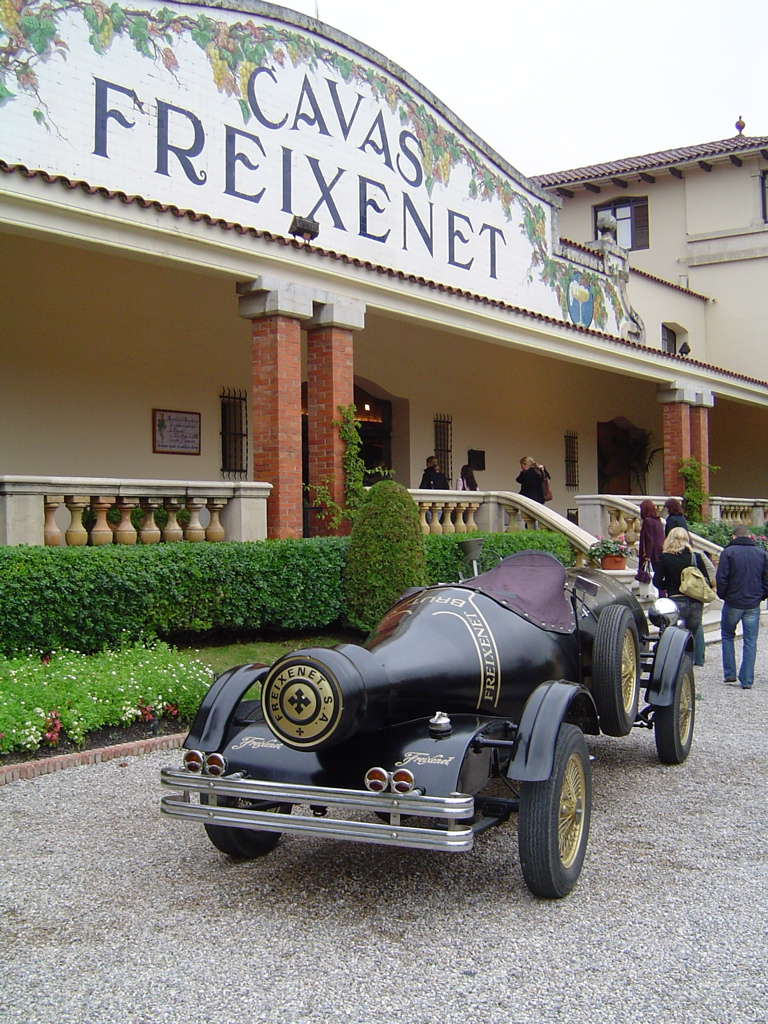
Entrada a les caves de Freixenet a Sant Sadurní d'Anoia

Freixenet (fɾəʃə'nɛt) és una empresa que elabora cava seguint el mètode tradicional. És una de les empreses a nivell mundial més important pel que fa a aquest tipus de producte, i arreu d'Espanya és molt coneguda tant pels seus glamurosos anuncis com per la seva gamma de caves.

## Història
Francesc Sala Ferrés va fundar el 1861 la Casa Sala, la primera marca exportadora de vins a Sant Sadurní d'Anoia. El seu fill, Joan Sala Tubella, va seguir amb el negoci i, després del casament de la seva filla Dolors Sala Vivé amb Pere Ferrer Bosch, comença el negoci del cava, el 1914.
Pere Ferrer Bosch era fill de La Freixeneda, finca del segle xiii situada a l'Alt Penedès. El negoci es va anar ampliant i van començar a aparèixer les primeres etiquetes de cava amb la marca Freixenet Casa Sala. Des del primer moment van optar per elaborar exclusivament cava, un tipus de vi escumós natural. Van instal·lar les seves caves a Sant Sadurní d'Anoia, una població situada al cor de la comarca del Penedès. Aquesta regió ja era coneguda a l'època de l'Imperi Romà per la qualitat dels vins que s'hi produïen.
En els anys vint i trenta, l'impuls dels fundadors i la seguretat en la qualitat dels seus productes ja havien donat notorietat a la firma i fins i tot es van iniciar les exportacions destinades a situar-los en els mercats exteriors d'influència espanyola i en els mercats emergents d'aquell moment.
L'any 1914 es va comercialitzar la primera ampolla etiquetada amb la marca Freixenet. En aquest sentit, el primer establiment als Estats Units (Nova Jersey) data de 1935. La Guerra Civil Espanyola primer, i la II Guerra Mundial després, van alentir el desenvolupament de l'empresa que, tanmateix, va llançar, el 1941, el que amb el temps es convertiria en un dels seus productes estrella, el cava Carta Nevada i, el 1974, el cava Cordón Negro, actual líder en exportació, present en més de 140 països.
Als anys setanta podríem dir que Freixenet ja és una marca plenament estable i ferma i amb una clara vocació d'expandir-se internacionalment. A principis dels anys setanta, amb la marca Freixenet totalment consolidada en el mercat espanyol, es van intensificar les gestions, d'altra banda mai interrompudes, per arribar als mercats internacionals. Començava una expansió que no s'ha aturat i que portaria el Grup Freixenet a mitjans dels 80 al lideratge mundial de tots els vins escumosos elaborats segons el mètode tradicional. En aquesta mateixa època, l'empresa decideix iniciar la seva multinacionalització construint cellers fora de les seves fronteres, per una banda, com en els casos de Gloria Ferrer a Califòrnia, de Wingara a Austràlia i de moltes més; i, per altra banda, també a Espanya en altres zones vitivinícoles de gran reputació com la Rioja, la Ribera del Duero, el Priorat, el Montsant… Actualment el Grup Freixenet segueix sent una empresa familiar al 100% i compta amb 22 cellers en 3 continents.
L'edifici de les Caves Freixenet, situat al costat de l'estació de ferrocarril de Sant Sadurní d'Anoia, es va construir l'any 1927 amb disseny de l'arquitecte Josep Ros i Ros. L'edifici està format per cinc naus amb mescla d'estils. L'any 1929 es va ampliar el conjunt amb un nou edifici d'estil noucentista amb tocs modernistes, que actualment acull el centre de recepció de visites. De tot el conjunt cal destacar també l'edifici central que dona la benvinguda als visitants, el qual és flanquejat per dos cossos que recorden torres medievals. En aquesta magna porta hi ha una cornisa ondulant que ens acosta a la lectura vitícola del conjunt arquitectònic, tancant la decoració de la façana amb motius vegetals, raïms i fulles de parra fets de ceràmiques vidrades de colors de clar estil modernista que passen a emmarcar el nom de les esmentades caves.
El 2013 va facturar 527 milions d'euros. El desembre de 2014 va obrir Tannic, el primer showroom de l'empresa, al Passeig de Joan Bosco de Barcelona.

## Productes

### Carta nevada reserva
És el cava més emblemàtic de l'empresa, s'elabora amb les varietats de raïm pròpies de la zona (macabeu, xarel·lo i parellada) a parts iguals. Una bona mostra del que és el cava amb més renom de l'empresa és el fet que per Nadal els famosos anuncis protagonitzats per importantíssims personatges són dedicats a aquest producte. D'aquest cava no se’n valora tant la qualitat com la fama, el nom i la importància que té dins l'empresa i el món del cava.

### Cordó negre reserva
És un cava molt fresc quant a gust, gràcies al coupage d'un 40% de parellada que conté, i és un vi fermentat amb molta cura a dotze graus concretament. Aquest és un dels productes més apreciats pels consumidors pel seu bon gust i l'alta qualitat de què està dotat.

## Altres marques associades a l'empresa
- René Barbier
- Castellblanc
- Segura Viudas
- Canals & Nubiola
- Conde de Queralt
- Vionta
- Morlanda
- Valdubón
- Henri Abelé
- Gloria Ferrer
- Sala Vivé
- Wingara wine group
- Yvon mau
- Fra Guerau
- Viento sur
- Oroya
- Terra nova